# 2006年飓风约翰
飓风约翰（英語：Hurricane John）是2006年太平洋飓风季的第11个获得命名的风暴，第7场飓风和第5个大型飓风，于8月28日由墨西哥以南海域的一股东风波发展而成。由于外界环境有利，风暴得以迅速增强，于8月30日达到风速每小时215公里的最高强度。接下来飓风因眼墙置换周期以及与墨西哥西部陆地间的相互作用而减弱，于9月1日以风速每小时180公里强度在南下加利福尼亚州东南部登陆。约翰在向西北方向穿越下加利福尼亚半岛的过程中缓慢减弱，于9月4日消散。风暴残留的湿气之后进入了美国西南部。
这场飓风对墨西哥西海岸许多地区构成威胁，当地政府为此紧急疏散了数以万计的居民。狂风吹倒了墨西哥西部沿海地区的许多树木，暴雨还引发了泥石流。约翰对下加利福尼亚半岛构成中等程度破坏，超过200套房屋和数千间较为单薄的棚屋被毁。该国共有5人丧生，遭受的经济损失达到6.63亿墨西哥比索（2006年墨西哥比索，相当于2006年的6080万美元和2025年的9483萬美元）。风暴的残留湿气给美国西南部带去了倾盆大雨，缓解了德克萨斯州北部多地的旱情，但也给该州和墨西哥州造成了一定程度的破坏。

## 气象历史
8月17日，一股东风波离开非洲海岸，于8月24日进入东太平洋并很快开始呈现出发展迹象。当晚，气象部门开始启用德沃夏克分析法对位于哥斯达黎加以西近海，并且还在以每小时15至25公里速度向西北偏西方向移动的这一天气系统进行分析。外界环境有利于其进一步发展，到8月26日晚，低气压区上空的对流已经有所增加。8月27日清晨，系统到达危地马拉西南偏南方向约400公里洋面，其组织性已有所改善，但对流仍然很少。8月28日清晨，逐渐组织起来的对流内部已经有了更多的带状特征，美国国家飓风中心将其归类为第十一号热带低气压。
由于垂直风切变很少，水温较高，空气中也有丰富的水分，气象部门预计风暴会稳步增强，低气压于8月28日达到热带风暴强度，美国国家飓风中心因此将其命名为“约翰”（John）。风暴上空继续发展出深层对流，并且逐渐扩大的中心密集云层中还发展出了眼状特征。约翰还在继续强化，于8月29日在阿卡普尔科东南偏南方向约305公里海域达到飓风强度。飓风围绕墨西哥北部上空一片中到上层高压脊的西南边缘向西北偏西方向移动，其带状特征还在这一过程中继续增加。飓风开始进入爆发性增强期，在达到飓风强度后仅过了12小时就已成为大型飓风。此后不久，飓风进入眼墙置换周期，风眼因此变得有些模糊，但风速还是保持在每小时185公里。另一个风眼形成后，根据飓风猎人侦察机报告的数据，约翰于8月30日在位于阿卡普尔科以西约260公里洋面，或是拉萨罗卡德纳斯以南约155公里海域达到萨菲尔-辛普森飓风等级下的四级强度。几个小时后，风暴进入又一轮眼墙置换周期，随后在近海沿墨西哥海岸线平行移动时减弱成三级飓风。

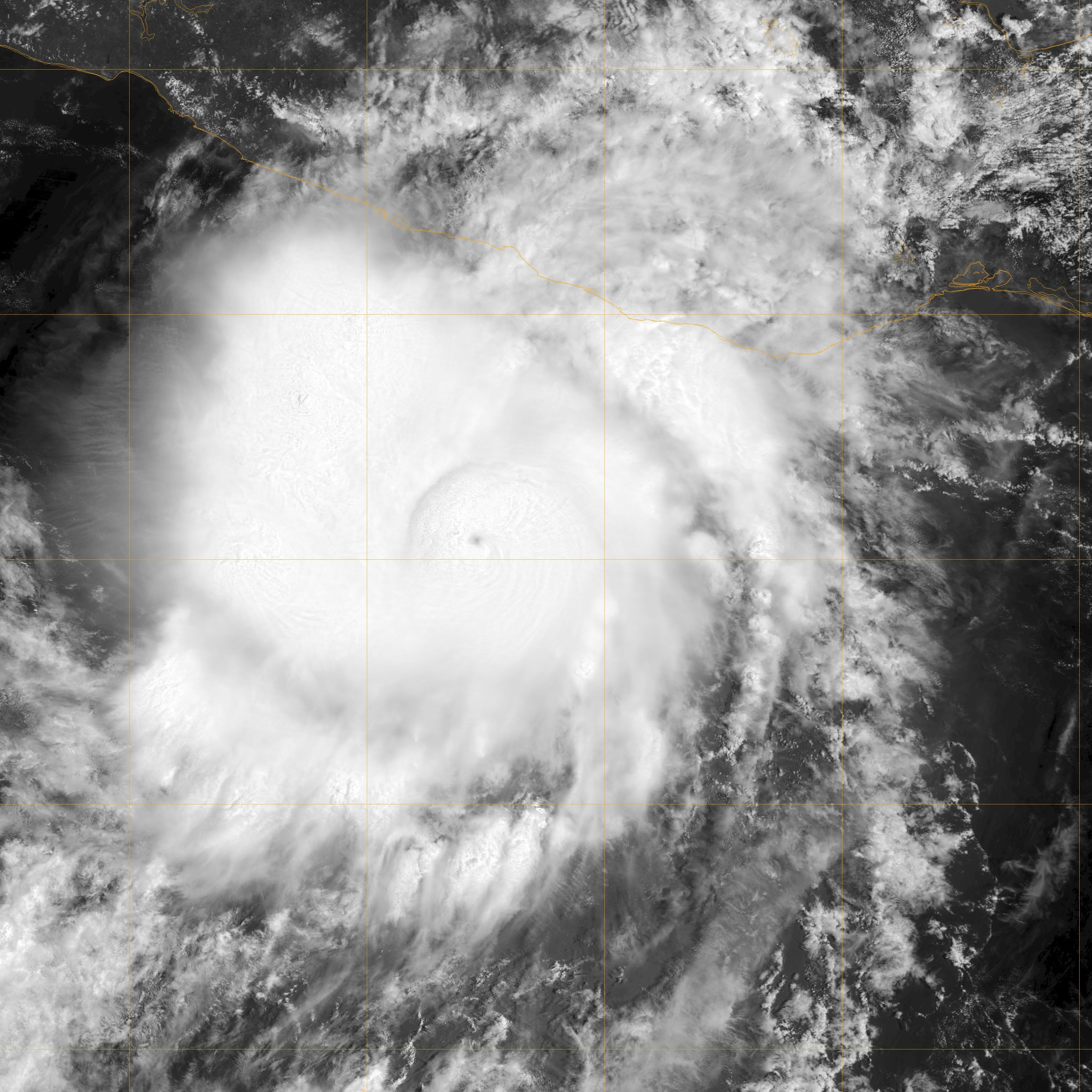
正处于快速增强期的飓风约翰。

由于眼墙置换周期和与陆地相互作用的影响，飓风约翰的风速于8月31日降至每小时170公里，但在风眼的层次结构得到改善后很快又重新增强成大型飓风。经过又一轮眼墙置换周期，飓风再度减弱到二级强度，于9月1日以风速每小时180公里强度在南下加利福尼亚州最南端的卡布埃斯特角（Cabo del Este）附近登陆。9月2日，约翰从拉巴斯附近经过时已减弱成一级飓风，并且还在继续减弱，之后不久就降级成热带风暴，然后又在9月3日进一步减弱为热带低气压。到9月4日时，大部分对流都已与朝墨西哥内陆进发的环流分离，而且已经连续24小时没有出现可供辨别的明确环流。基于这些信息，美国国家飓风中心发布了针对这一天气系统的最后一份公告。

## 防灾措施
墨西哥军队和应急服务人员在沿海地区驻扎，阿卡普尔科及其周边的公立学校暂时停课，当地官员建议住在低洼地区的居民提高警惕，还敦促渔民返回港口。伊斯塔帕（Ixtapa）和锡瓦塔内霍两个度假城市当局下令港口不再对小型船艇开放。哈利斯科州州政府官员下令将住在低洼地区的约8000位市民强制疏散到900个临时避难所，阿卡普尔科附近也开设了临时避难所。米却肯州进入黄色警戒状态，这是五级警戒系统的第三级。嘉年华邮轮把一艘沿墨西哥大西洋海岸行进游轮改道行駛。
8月31日，南下加利福尼亚州政府下令上万名居民予以撤离，拒绝撤离者将由军方强制撤离。当地也开设了多个避难所，以便市民和游客度过風暴。当地在数周前刚刚遭受过一场大规模洪灾的袭击，地方官员因此疏散了墨西哥北部一座水坝附近的数百位市民，所有的公立学校也全部停课。
美国国家气象局向德克萨斯州多个地区以及新墨西哥州南部三分之二的区域发布了洪水预警和警报。

## 影响

### 墨西哥
飓风约翰的强风激起巨浪，还刮倒了阿卡普尔科附近的许多树木，所产生3米高的风暴潮淹没了该市多条沿海公路。此外，墨西哥西海岸普降暴雨，哈利斯科州洛斯普兰尼斯（Los Planes）降雨量达到最高的317.5毫米。降雨在格雷罗州引发多场泥石流，切断了约70个社区与外界的交通联系。
南下加利福尼亚州首府拉巴斯有40条电线杆被狂风刮倒。有关部门切断了城市的电力供应，以防掉落的电线引发触电事故。强风还吹倒了许多树木，摧毁了大量广告牌。局部地区的降雨量总计超过500毫米，导致洪水有脚踝深，多条通往拉巴斯机场的道路被迫封闭。拉巴斯市内有约300户民房受损，还有200套住房被毁导致居民流离失所。整个拉巴斯地区有数千套简陋房屋在风雨交加下被毁。降水还导致许多家畜死亡，大面积庄稼被毁。位于科蒙都的依古吉尔水坝也因降雨导致洪水溢出，导致15个镇因1.5米高的洪水而孤立。沿海城市穆莱赫（Mulegé）因山洪暴发导致市内受到大面积破坏，还有一位美国公民死亡。镇上有超过250户民房受损或被毁，致使许多人无家可归。墨西哥1号联邦公路有部分路段因严重的洪水而封闭，当地还有一个渡槽受到破坏。
飓风约翰共计摧毁了整个下加利福尼亚半岛的数百套房屋，还吹飞了160套房子的屋顶。整个墨西哥共有5人遇难，经济损失达6.63亿墨西哥比索（2006年墨西哥比索，相当于2006年的6080万美元和2025年的9483萬美元）。
风暴残余给与艾尔帕索相邻的华雷斯城带去降雨，有20个社区受洪水所困，多条供电线路中断，还导致了多起交通事故。当地在风暴来袭两星期前就接连出现降雨，加上这次风暴的影响，致使数以千计的居民无家可归。

### 美国

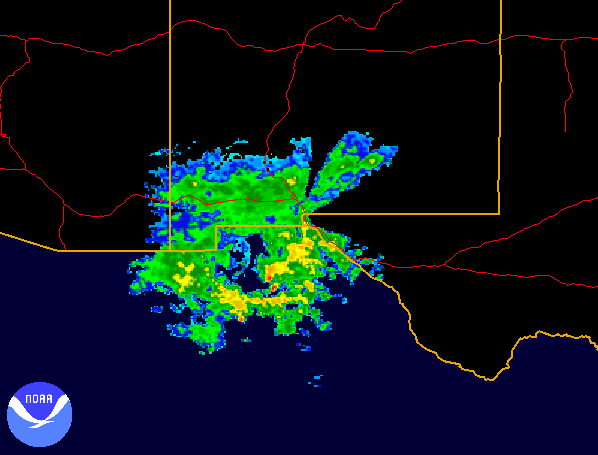
约翰的残留湿气进入美国西南部上空。

约翰的残留湿气与一片逐渐逼近的冷锋融合，给美国西南部带去中等程度降水，其中德克萨斯州霍克利县非建制地区惠萨拉尔（Whitharral）共计达到200毫米，该州艾尔帕索也超过75毫米。降雨产生的洪水导致德克萨斯州西南部有许多道路被淹，其中包括10号州际公路位于艾尔帕索境内的约800米路段。艾尔帕索国际机场有一架美国大陆航空喷气机因跑道湿滑，轮胎陷入泥中而出现延误。艾尔帕索因这场风暴和全年异常潮湿的影响，年度降雨量达到正常情况下的两倍，到9月时，2006年已成为有纪录以来该市降水第9多的一年。整个艾尔帕索地区因降雨一共导致了约10万美元的损失。降雨缓解了德克萨斯州北部的严重干旱，导致河流和湖泊溢出。降雨引发的洪水导致多条道路被淹，德克萨斯州交通部因此封闭了多条道路，其中包括385号美国国道接近霍克利县莱弗兰（Levelland）的部段。还有其它多条道路被冲毁。
约翰的湿气也给新墨西哥州南部带去降水，其中鲁伊多索（Ruidoso）达到最高的133毫米。降雨导致多条河流泛滥，鲁伊多索河（Rio Ruidoso）沿岸居民被迫疏散。降水还导致个别路段水淹，拉斯克鲁塞斯一年一度的葡萄酒节也被迫取消，鲁伊多索唐斯赛马场赛道泥泞不堪，全美未来赛这一新墨西哥州最重要的年度赛马比赛受到影响。梅斯基特（Mesquite）、哈奇（Hatch）和林孔（Rincon）出现严重的水淹，许多民宅的洪水和淤泥有1.5米深。一些房主失去了所有的财产。风暴的热带湿气还给亚利桑那州和南加州带去了降水。加利福尼亚州共发生了8起相互间没有关联的泥石流，有19辆车因此受困，但幸运是没有造成人员伤亡。

## 善后
墨西哥红十字会驻格雷罗州、瓦哈卡州和米却肯州的分部进入警戒状态。该组织的全国应急响应队处在待命状态，以协助受灾最严重的地区。海军直升机向下加利福尼亚半岛偏远地区送去食品和饮用水。墨西哥红十字会向南下加利福尼亚州最南端送去了2000个食品包。穆莱赫的汽油供应不足，导致发电机无法工作，城里缺乏饮用水，飞机跑道被泥浆覆盖。许多无家可归的居民起初只能住在朋友家或是政府开设的避难所中。整个下加利福尼亚半岛有数以千计的居民在风暴过后连续两天都面临着停电停水的困境，一位来自凤凰城的飞行员准备带约380升饮用水赶赴灾区，其他多位飞行员也纷纷打算效仿。南下加利福尼亚州旅游局表示，旅游业基础设施受到的破坏很小，机场、道路和海上设施都只导致了程度很小的延误。圣公会救援及发展基金向约100户家庭提供了食品、衣服、药品和运输服务，向将约80个家庭送去了床垫。
亚利桑那州图森市有包括50名学生在内的许多市民向新墨西哥州的洪水灾民运送物资，其中包括衣服等多种捐赠品。